# Phil Cayzer
Phil Arthur Cayzer (13 de mayo de 1922-15 de julio de 2015) fue un deportista australiano que compitió en remo. Participó en los Juegos Olímpicos de Helsinki 1952, obteniendo una medalla de bronce en la prueba de ocho con timonel.

## Palmarés internacional
| Juegos Olímpicos | Juegos Olímpicos     | Juegos Olímpicos  | Juegos Olímpicos |
| Año              | Lugar                | Medalla           | Prueba           |
| ---------------- | -------------------- | ----------------- | ---------------- |
| 1952             | Helsinki (Finlandia) | Medalla de bronce | Ocho con timonel |